# Tadpatri
Tadpatri è una suddivisione dell'India, classificata come municipality, di 86.641 abitanti, situata nel distretto di Anantapur, nello stato federato dell'Andhra Pradesh. In base al numero di abitanti la città rientra nella classe II (da 50.000 a 99.999 persone).

## Geografia fisica
La città è situata a 14° 55' 0 N e 78° 1' 0 E e ha un'altitudine di 222 m s.l.m..

## Società

### Evoluzione demografica
Al censimento del 2001 la popolazione di Tadpatri assommava a 86.641 persone, delle quali 43.947 maschi e 42.694 femmine. I bambini di età inferiore o uguale ai sei anni assommavano a 11.286, dei quali 5.819 maschi e 5.467 femmine. Infine, coloro che erano in grado di saper almeno leggere e scrivere erano 48.318, dei quali 29.382 maschi e 18.936 femmine.